# Hampsonodes maneti
Hampsonodes maneti är en fjärilsart som beskrevs av William Schaus 1912. Hampsonodes maneti ingår i släktet Hampsonodes och familjen nattflyn. Inga underarter finns listade i Catalogue of Life.